# Leccinellum corsicum
Leccinellum corsicum är en svampart som först beskrevs av Leon Louis Rolland, och fick sitt nu gällande namn av Bresinsky & Manfr. Binder 2003. Leccinellum corsicum ingår i släktet Leccinellum och familjen Boletaceae.   Inga underarter finns listade i Catalogue of Life.

## Bildgalleri

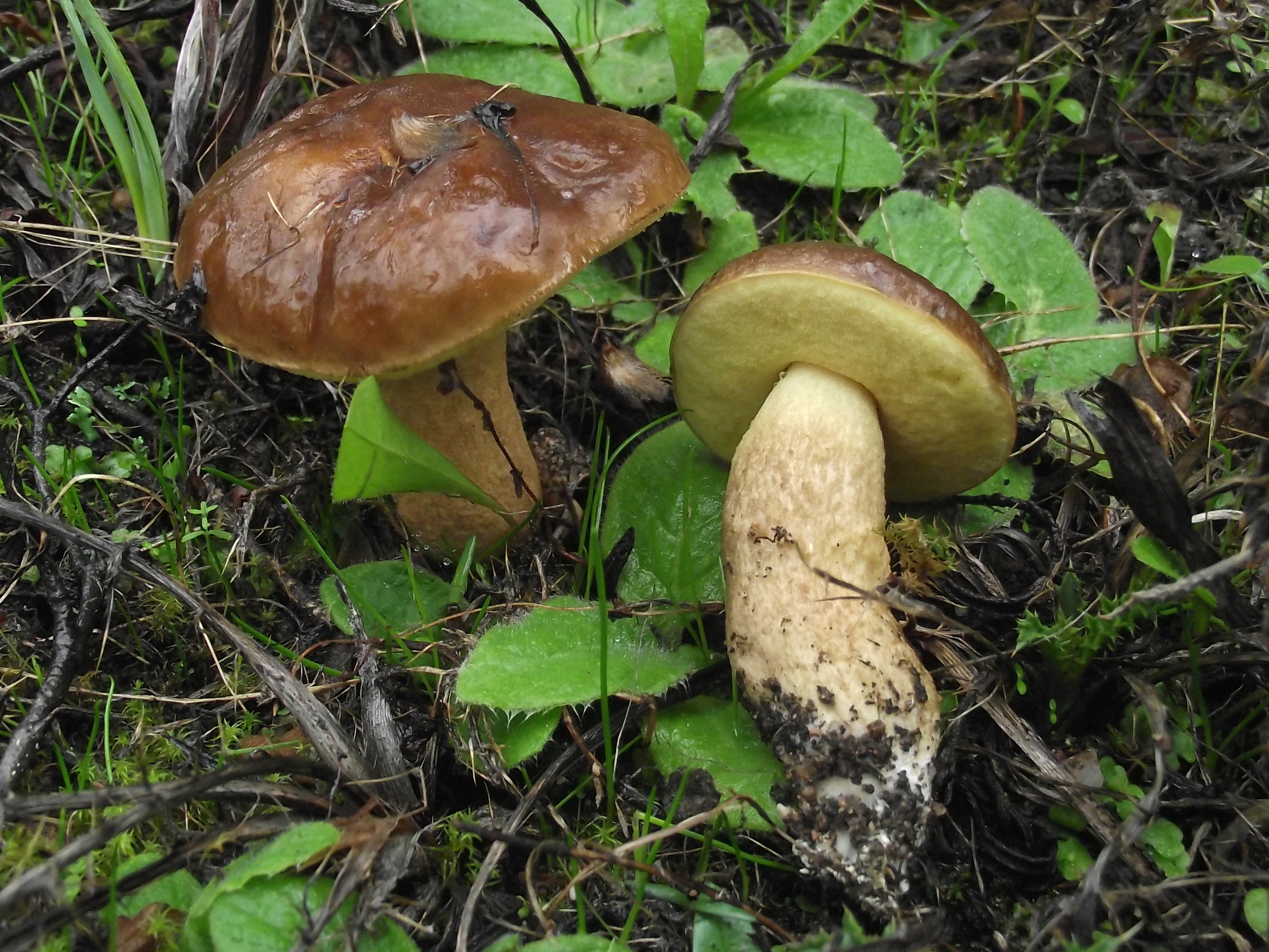